# Carter humide
Pour les articles homonymes, voir Carter.

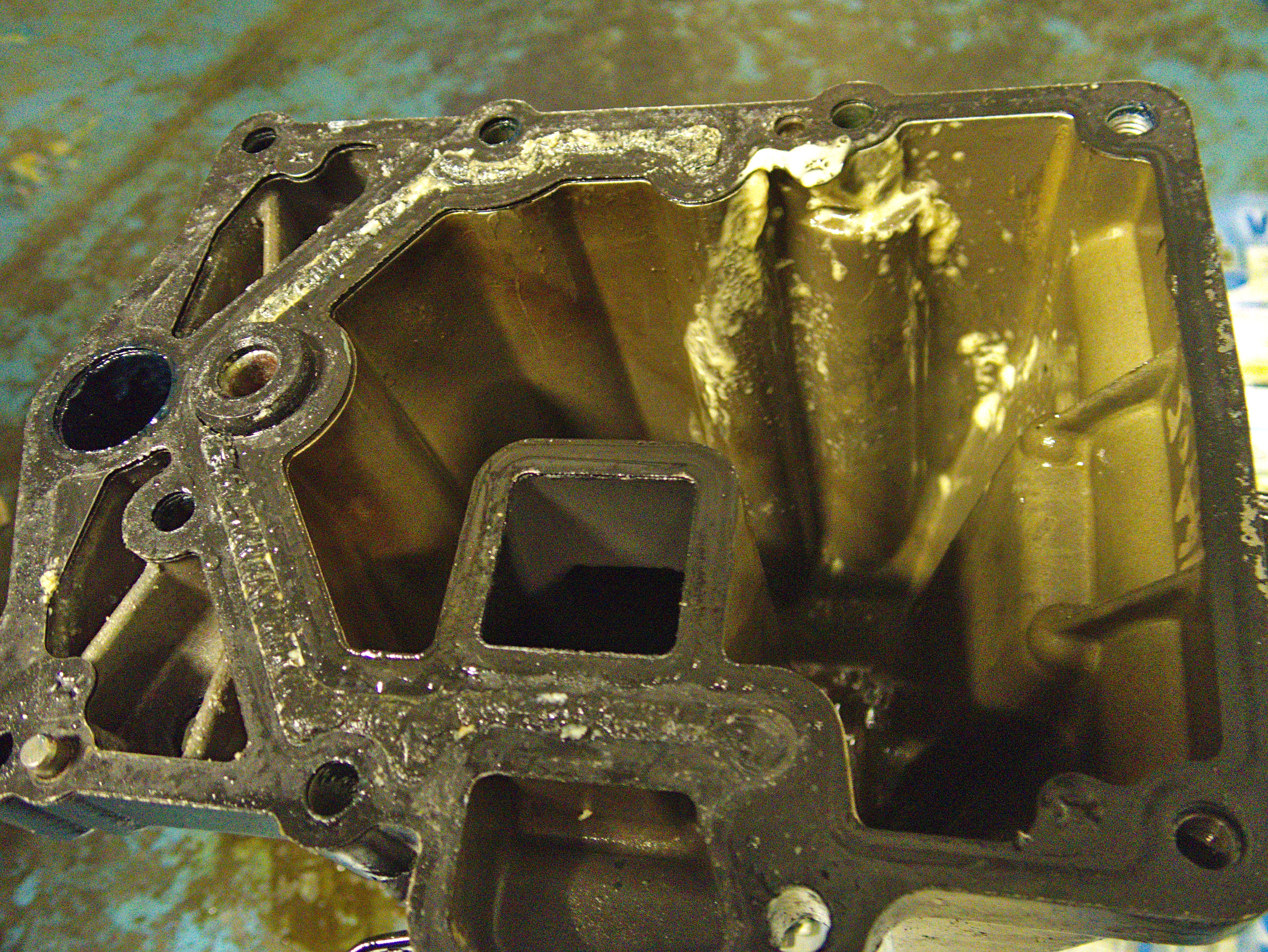
Carter humide d'un moteur hors-bord (Tohatsu MFS30B).

Le carter humide, appelé aussi carter d'huile, est le nom donné au carter d'un moteur à explosion qui contient l'huile nécessaire au bon fonctionnement du moteur. Sauf cas particulier (par exemple moteur avec cylindres en W), un moteur n'a qu'un carter quel que soit le nombre de cylindres. Le carter humide se retrouve sur la plupart des véhicules utilisant des moteurs à explosion tels que voitures, avions, motos et ULM. Il accueille la pompe à huile et éventuellement le filtre à huile.

## Avantages
- C'est l'endroit où le bas des bielles vient barboter[2] et projeter de l'huile dans toute la partie basse du moteur et participer à la répartition de la chaleur à cet endroit[a].
- Le circuit de lubrification est plus simple que celui d'un carter sec du fait de l’absence de réservoir externe et de circuit de lubrification.

## Inconvénients
- Le barbotage de la partie basse du vilebrequin dans la réserve d'huile a pour effet de dissiper une partie de la puissance moteur ;
- L'huile du carter se déplace beaucoup dans les virages serrés, au risque de ne plus alimenter la pompe à huile[b]. C'est la raison principale d'installer un carter sec sur les avions, entre autres ceux équipés de moteurs en étoile ou ceux fait pour la voltige, certaines automobiles sportives dont les Formule 1[c] ;
- Comparé au carter sec, le centre de gravité du moteur est plus élevé du fait de la hauteur du carter d'huile qui ne doit surtout pas frotter le sol, quel que soit l'état de la route, au risque de se percer ;

## Entretien
- Le niveau d'huile doit être vérifié régulièrement et complété si besoin sans jamais dépasser le niveau maximum indiqué sur la jauge.
- La vidange doit être effectuée selon les recommandations du constructeur et le filtre à huile doit être remplacé à chaque vidange, pour ne pas polluer l'huile neuve.
- Il est essentiel de surveiller attentivement tout dysfonctionnement mécanique. Parmi les problèmes courants, on retrouve la fuite d'huile moteur. Cette fuite peut être causée par un joint usé, une fissure dans le carter ou un bouchon mal serré, ce qui peut entraîner une perte d'huile et des dommages au moteur[3].